# Le Trépied
Der Dolmen Le Trépied (französisch; auch Le Catioroc genannt; deutsch „der Dreifuß“) ist ein während der Jungsteinzeit (4000 bis 2500 v. Chr.) errichtetes Passage Tomb auf der Kanalinsel Guernsey. Es liegt im Colin Best Nature Reserve (L’Erée Aerodrom) beim Fort Saumarez, nahe der Straße auf der Landzunge Le Catioroc an der Perelle Bay im Kirchspiel Saint Saviour.

## Beschreibung
Le Trépied ist eine etwa 5,5 m lange und an der breitesten Stelle zwei Meter breite V-förmige Megalithanlage mit drei Decksteinen (von denen sich der Name herleitet), von denen einer in den 1870er Jahren wieder in seine ursprüngliche Position aufgelegt wurde. Im Inneren befinden sich (ähnlich wie in Le Dehus) in Längsrichtung zwei Pfeiler in der Mitte der Kammer. Es haben sich keine Spuren einer Überhügelung erhalten.

## Funde
Die bei der Ausgrabung von Frederick Corbin Lukis (1788–1871), einem Amateurarchäologen, im Jahre 1840 entdeckte Keramik und die Pfeilspitzen aus Feuerstein stammen etwa aus dem Jahre 1800 v. Chr. und zeigen, dass die Anlage nachgenutzt wurde.

## Legenden
Wie um viele Denkmäler der Vorgeschichte ranken sich Legenden um den Ort, aber dieser Dolmen wird besonders mit Hexerei verbunden. Die Anlage wurde in den Hexenprozessen des 17. Jahrhunderts mehrmals als Treffpunkt für Hexen und Austragungsort für deren Sabbate erwähnt. Die Hexensabbate sind acht Termine pro Jahr wie die Sonnenwend- und Tagundnachtgleichefeiern, die angeblich vom Teufel in Gestalt einer schwarzen Ziege besucht wurden. Eine Geschichte besagt, dass die Hexen in Gesängen die Jungfrau Maria verspotteten, deren Schrein von „Notre Dame de Lihou“ einst auf der nahegelegenen Insel Lihou stand, die von der Landzunge aus, auf der das Grab steht, zu sehen ist.
Etwa einen Kilometer entfernt liegt der Dolmen Le Creux ès Faïes, um den sich ebenfalls Legenden ranken.